# Universidad Nacional del Santa
La Universidad Nacional del Santa (UNS) es una universidad pública peruana creada el 20 de diciembre de 1984. Se ubica en el distrito de Nuevo Chimbote, departamento de Áncash.  Actualmente cuenta con cuatro facultades: Ingeniería, Ciencias, Educación y Humanidades y Derecho y Ciencias Políticas.

## Historia

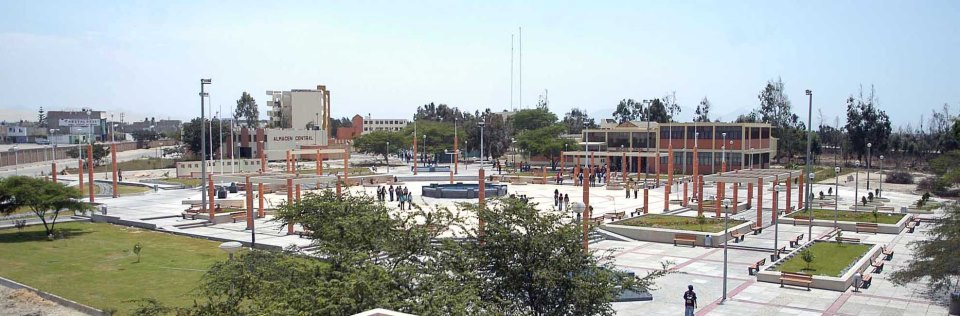

A fines de los años 50, Chimbote sufre un proceso de industrialización, y como consecuencia de ello se aceleró el crecimiento de su población. La existencia de un rico potencial marino, la instalación y construcción de la central Hidroeléctrica del Cañón del Pato fueron el atractivo para la emigración de muchas familias.
En los años 60, cuando el país contaba con 20 universidades nacionales y 10 privadas, un grupo de estudiantes, principalmente universitarios chimbotanos que realizaban estudios en las universidades de Lima y Trujillo, se agruparon y se movilizaron para solicitar al gobierno la creación de una universidad en la ciudad de Chimbote.
El 18 de agosto de 1976, a través de la inspección de cultura y turismo del Concejo Provincial del Santa, se designó una comisión para elaborar un proyecto de creación de la universidad para Chimbote, el que fue aprobado en sesión de Concejo del 16 de septiembre de 1976.
El 10 de octubre de 1981, el presidente de la República Arq. Fernando Belaúnde Terry, con motivo de la inauguración del Hospital Regional "Eleazar Guzmán Barrón" de Chimbote, ofreció ante la presión de la multitud, la creación de una universidad nacional con sede en Chimbote.
A principios de 1982, la Comisión Nacional Interuniversitaria (CONAI), a solicitud del Presidente de la República, nombró por Resolución N.º 2254 y 2643 de 1982 - CONAI, una comisión especial para realizar un estudio para la creación de una universidad nacional en Chimbote, integrada por docentes universitarios del país y personalidades de Chimbote.
Dicha comisión, que estuvo presidido por el Dr. Francisco Morales Ayala, docente de la Universidad Nacional de Trujillo, presentó el informe al presidente del CONAI el 30 de noviembre de 1982, cuyo título fue Estudio de Creación de la Universidad Nacional del Santa.
La comisión antes referida propició la formación de una Comisión Organizadora de la Fundación para el Desarrollo de la Universidad Nacional del Santa, la que gestionó la concreción de la creación de la universidad.
En octubre de 1982, las instituciones competentes destinaron un terreno, aproximadamente de 30 hectáreas, ubicado en la Urb. Bellamar, para la futura ciudad universitaria, y en noviembre de 1982, CORDE ANCASH, en el Proyecto Terminal Terrestre y de Servicios Chimbote, reservó un terreno de 1000 m², para las oficinas administrativas de la futura universidad.
El 20 de diciembre de 1984, se promulgó La Ley Nº 24035 que dispone la creación de la Universidad Nacional del Santa, con sede en la ciudad de Chimbote.
La primera Comisión Organizadora de la Universidad Nacional del Santa fue designada mediante Resolución N.º 4994 - CONAI del 20 de diciembre de 1984. Se instaló y juramentó el 27 de enero de 1985. Desde esa fecha se inició su compleja y delicada labor de organización e implementación de la universidad. Salvando el impase de conformación de la COUNS, el 2 de septiembre de 1985, la comisión quedó conformada por el Dr. Francisco Morales de Ayala, como presidente, Dr. Eduardo Gallardo García, como vicepresidente académico y el Dr. Huberto Noriega Tirado, como vicepresidente administrativo.

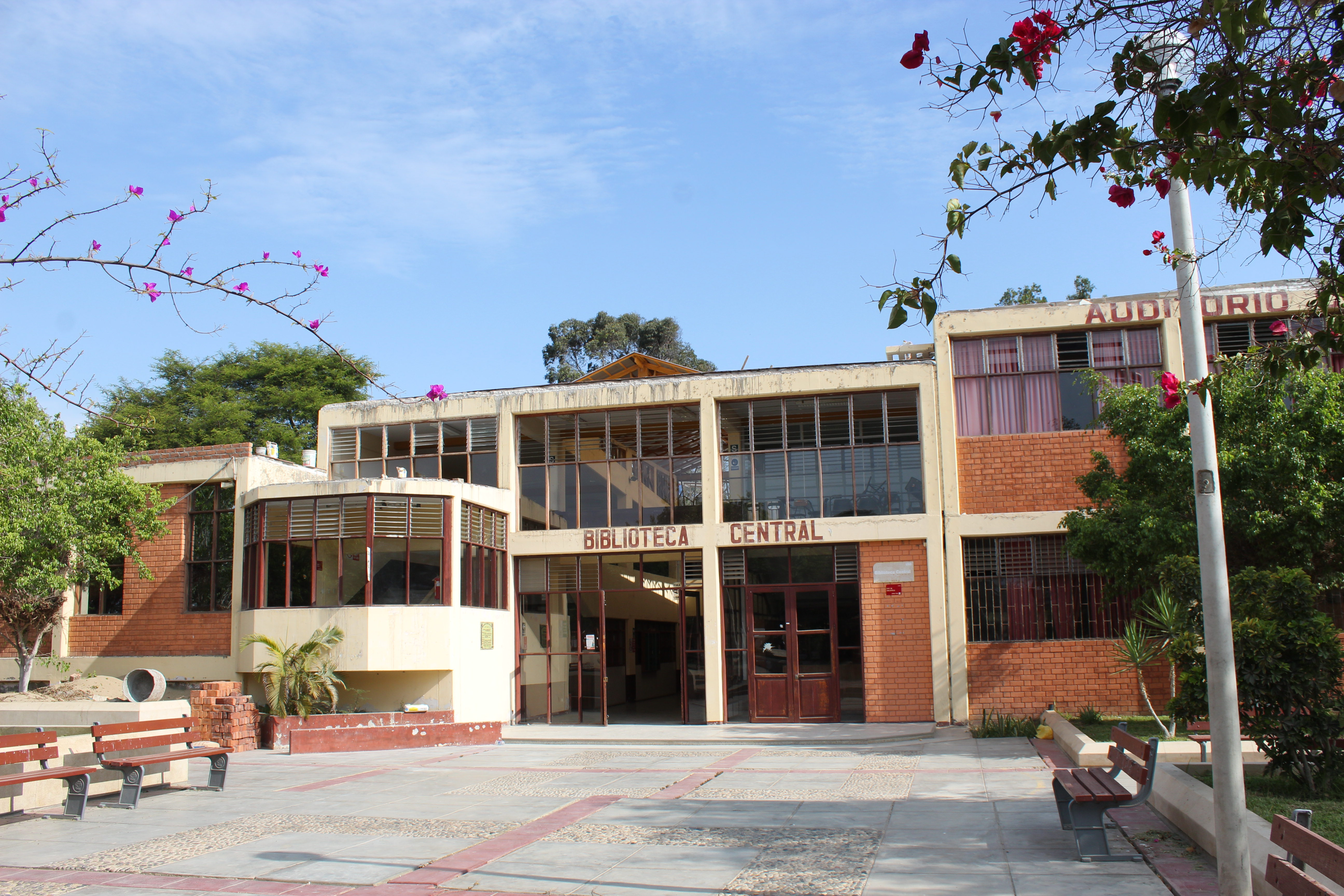
Fachada de la Biblioteca Central de la Universidad Nacional del Santa

En 1987, se convocó por primera vez a concurso de admisión de estudiantes en las carreras profesionales de Ingeniería en Energía e Ingeniería Agroindustrial, ingresando un total de 101 postulantes. Los currículos de las carreras profesionales antes mencionados fueron elaborados por los siete primeros docentes seleccionados, bajo el asesoramiento de docentes de la Universidad Autónoma del Estado de México y especialistas de universidades peruanas. Por las características, fines y objetivos de la UNS de aquel entonces se aplicó en el proceso de enseñanza-aprendizaje el método auto-instructivo a través de módulos de autoaprendizaje.
En marzo de 1989, debido a la renuncia del Dr. Francisco Morales Ayala, el Dr. Eduardo Gallardo García es nombrado como presidente, como vicepresidente académico al Ing. Víctor Bravo Charcap y como vicepresidente administrativo al Dr. Huberto Noriega Tirado.
En los dos primeros periodos anteriores de gobierno se construyó la mayor parte de la infraestructura física que hoy existe en el campus universitario y las oficinas administrativas.
Mediante resolución Nº282-90-ANR se nombró una nueva comisión organizadora, conformada por el Dr. Juan Manuel Cisneros Navarrete, como presidente, Dr. Marco Antonio Barboza como vicepresidente académico y como vicepresidente administrativo al Ing. Carlos Armas Ramírez, quienes a partir de octubre de 1990 hasta febrero de 1994 cumplieron con la labor de organización e implementación. En este periodo de gobierno, la Universidad tuvo en el aspecto académico un crecimiento acelerado, creándose siete (7) escuelas profesionales más, totalizando diez (10) carreras profesionales.
El Dr. Marco Antonio Barboza renunció con fecha 22 de octubre de 1992, y la comisión continuó con dos integrantes hasta que con fecha 7 de junio de 1993, el Ms. Paulino Vivas Alejos, profesor principal de la Universidad Nacional de Trujillo, se hizo cargo de la vicepresidencia académica, en virtud de la Resolución Nº428-93-ANR del 25 de mayo de 1993.
Mediante Resolución Nº835-94-ANR, del 3 de febrero de 1994, se nombró una nueva comisión organizadora, conformada por el Dr. Saniel Lozano Alvarado como Presidente, el Ms. Ulises Calderón Infantes como vicepresidente académico y el Economista Enrique Rodríguez Rodríguez como vicepresidente administrativo, todos ellos docentes principales de la Universidad Nacional de Trujillo. Uno de los aspectos resaltantes de esta etapa fue la presencia de la nueva universidad en la comunidad a través de la proyección social. Se realizó dos grandes eventos de danzas folklóricas: uno nacional y el otro internacional de gran acogida por el público chimbotano.

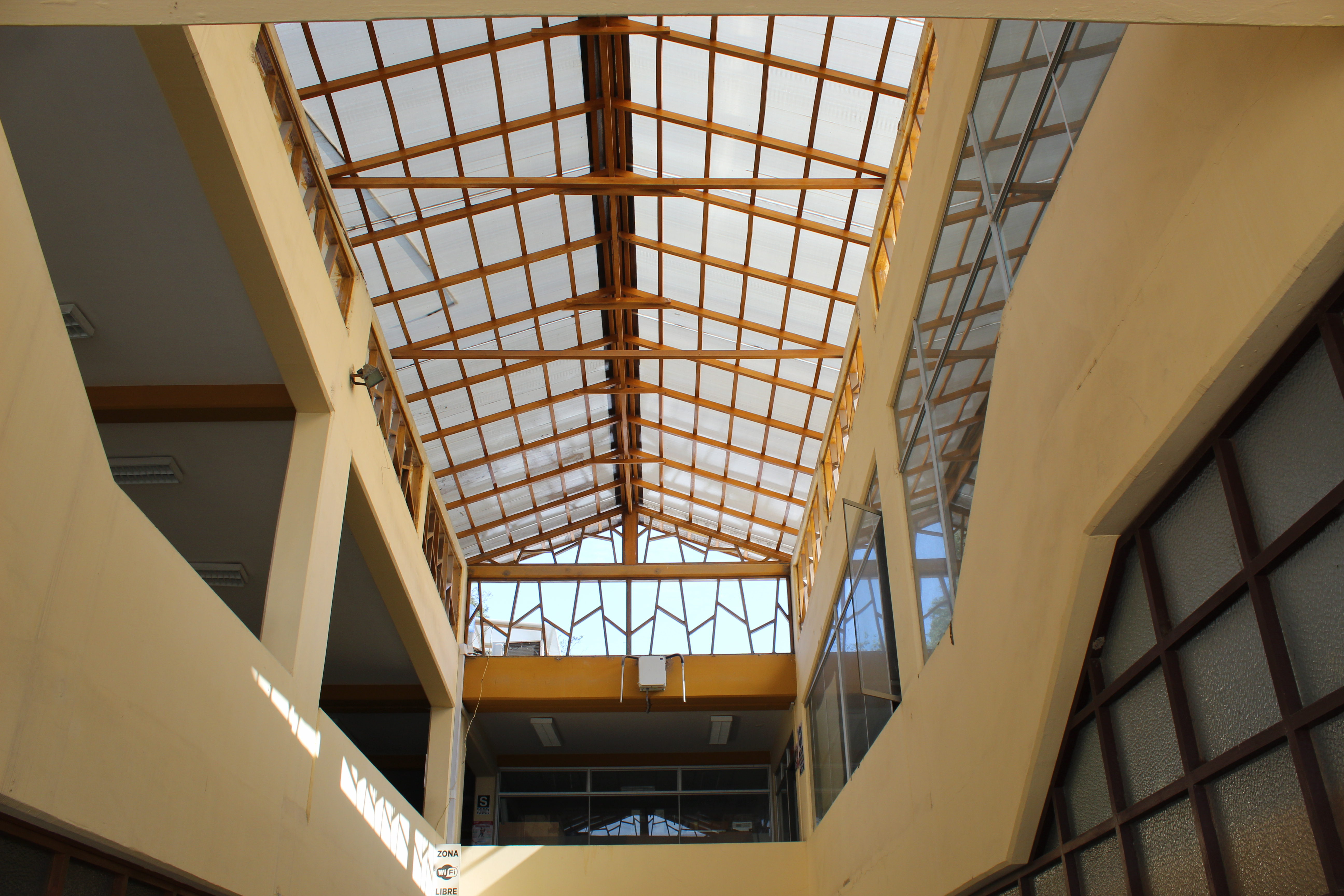
Interior de la Biblioteca Central de la Universidad Nacional del Santa

En el mes de julio de 1997, ante la inconformidad con el Plan de Institucionalización de la COUNS, se produjo por un sector de la comunidad universitaria un movimiento de protesta terminando con el cese del COUNS.
En octubre de 1997, mediante Resolución Nº304-97-CONAFU se designó una comisión especial - CONAFU, a quienes se les encargó la tarea de institucionalización definitiva de la UNS, en un plazo de nueve meses.
A mediados del mes de enero, el Ing. Juan José Ibarra Panizo, por razones personales e institucionales renunció al cargo que venía desempeñando, y se designó en su reemplazo al Ing. Róger Arroyo Vergara, mediante la Resolución Nº354-98-CONAFU.
A partir del 1 de agosto de 1998, la UNS inició su etapa de funcionamiento autónomo. Sus autoridades elegidas democráticamente, vienen conduciendo esta joven Universidad que pretende convertirse durante el siglo XXI en una universidad Modelo del Norte del Perú.

## Oficina central de admisión
La Dirección de Admisión de la UNS es el órgano encargado y responsable de planificar, implementar y conducir los procesos de admisión de estudiantes a pregrado, posgrado y segunda especialidad de la UNS ; asimismo evaluar y tomar decisiones oportunas de mejora en lo que le compete.

### Modalidades de ingreso
Modalidad I: A través del Centro Preuniversitario (Cepuns):
Los postulantes al término del ciclo de estudios correspondiente ingresan en forma directa si cumplen con los requisitos establecidos para cubrir una vacante. Durante el ciclo de preparación, los estudiantes se someten a tres (3) exámenes sumativos cada uno de ellos consistentes en cien (100) preguntas de: aptitud verbal, aptitud matemática y conocimientos de los contenidos desarrollados. Los estudiantes al matricularse en el cepuns eligen la escuela profesional a la que desean ingresar; aquellos que alcancen los puntajes aprobatorios más altos en los tres exámenes sumativos ingresan por estricto orden de mérito.
Modalidad II: Otras Modalidades:
En esta modalidad están comprendidos
a) Traslados: interno:
En favor de estudiantes de la UNS, y externo, para estudiantes de otras universidades o instituciones de nivel superior reconocidas en la ley universitaria, que hayan aprobado por lo menos los cuatro períodos lectivos semestrales o dos anuales o setenta y dos créditos. Se someten a una evaluación individual y su ingreso es con nota aprobatoria y por estricto orden de mérito.
b) Titulados o graduados
Para titulados o graduados de universidades peruanas o extranjeras o de instituciones de nivel superior reconocidas en la ley universitaria. Se someten a una evaluación individual y su ingreso es con nota aprobatoria y por estricto orden de mérito.
c) Deportistas destacados
En beneficio de postulantes que durante la educación secundaria hayan sido deportistas no profesionales de alto nivel (ley 28036, art. 21º). La condición de deportista destacado (deportista calificado y deportista calificado de alto nivel) es acreditada por la sede nacional del Instituto Peruano del Deporte (IPD). Se someten a una evaluación individual y su ingreso es con nota aprobatoria y por estricto orden de mérito.
d) Víctimas del terrorismo y Programa Integral de Reparaciones, (ley 27277).
e) Egresados de la Institución Educativa Colegio Mayor Secundario “Presidente del Perú”,
f) Personas con Discapacidad, (ley 28164, art. 26º).
Los postulantes comprendidos en esta modalidad se someten a un examen escrito consistente en veinte (20) preguntas, diez (10) de aptitud matemática y diez (10) de aptitud verbal, la respuesta correcta se califica con un (1) punto, la incorrecta con cero (0) y la nota aprobatoria mínima es once (11). A los postulantes comprendidos en el literal f) se les podrá aplicar otro tipo de examen atendiendo a su discapacidad.

Modalidad III: Examen de primer y segundo puesto
Pueden postular los dos primeros puestos del orden de mérito de una Institución Educativa (IE) de nivel secundaria a nivel nacional, egresados dentro de los dos últimos años a la fecha de su postulación. Se someten a un examen escrito de aptitud verbal y aptitud matemática (60 preguntas).
Modalidad IV: Examen preferente
Postulan los egresados de una IE de educación secundaria que hayan obtenido, durante sus estudios, una nota promedio no menor de catorce (14), cuya vigencia es hasta los dos últimos años a la fecha de su postulación. Se someten a un examen escrito que consta de sesenta (60) preguntas de aptitud verbal y aptitud matemática.
Modalidad V: Examen ordinario de admisión
Pueden postular los egresados de educación secundaria en el país o sus equivalentes en el extranjero. Se someten a un examen escrito que comprende aptitud académica y conocimientos (100 preguntas), con doble opción de ingreso a una escuela profesional, dentro del área académica a las que postulan. La segunda opción es voluntaria.

## Proyección Social: Punkurí
Consciente de la necesidad de inculcar y repotenciar la identidad cultural de su gran área de influencia la Universidad Nacional del Santa a través del trabajo de uno de sus docentes (Lorenzo Samaniego) ha puesto en marcha la gran labor de revaloración del Templo religioso de Punkurí el cual estaba abandonado a su suerte durante muchos años, gracias a la intervención de la UNS y a la inversión privada poco a poco se está sacando adelante este importante centro religioso del valle de Nepeña, el cual será un importante foco cultural y turístico en el corto plazo en beneficio de los habitantes del valle de Nepeña (Samanco, Nepeña, San Jacinto, Moro, etc) lo cual creará un gran circuito turístico que partiendo de la playa los Chimus, el centro arqueológico moche de Pañamarca, Cerro Blanco, Huaca Culebra, Puquio Pipí, Punkurí (Cultura Sechín) y otros muchos atractivos turísticos generarán mayores ingresos provenientes de la actividad turística.

## Facultades
Actualmente la Universidad Nacional del Santa cuenta con tres facultades:

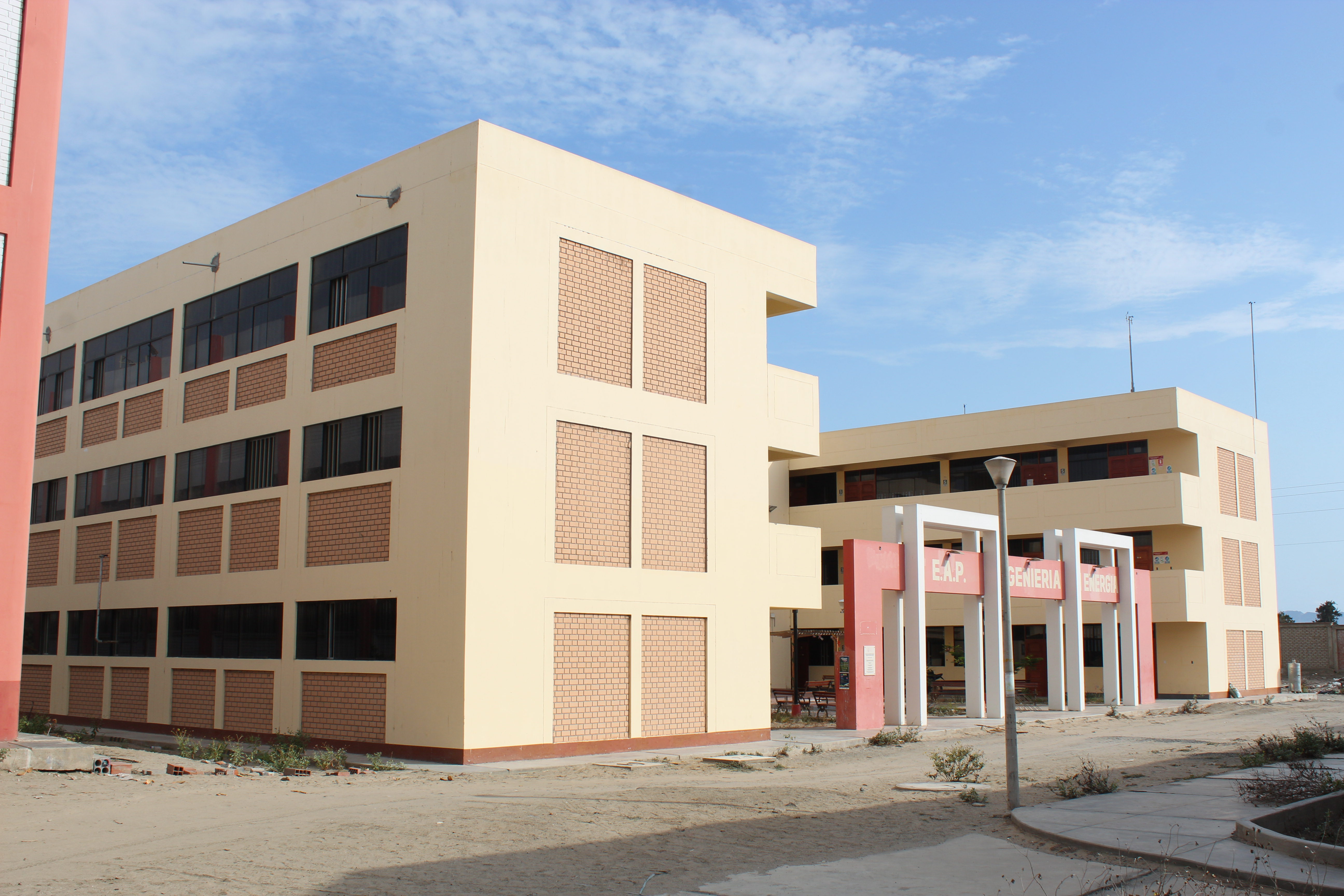
Escuela Profesional de Ingeniería en Energía de la Universidad Nacional del Santa

### Facultad de Ingeniería
Decano: Dr. Jorge Domínguez Castañeda
- Escuela de Ingeniería Agroindustrial.
- Escuela de Ingeniería Civil.
- Escuela de Ingeniería en Energía.
- Escuela de Ingeniería de Sistemas e Informática.
- Escuela de Ingeniería Agrónoma.
- Escuela de Ingeniería Mecánica.

### Facultad de Ciencias
Decano: Dr. Herón Morales Marchena
- Escuela de Medicina Humana
- Escuela de Enfermería
- Escuela de Biotecnología
- Escuela de Biología en Acuicultura

### Facultad de Educación y Humanidades
Decano: Dr. Gonzalo Pantigoso Layza
- Escuela de Comunicación Social
- Escuela de Derecho y Ciencias Políticas
- Escuela de Educación Inicial
- Escuela de Educación Primaria
- Escuela de Educación Secundaria

## Rankings académicos
En los últimos años se ha generalizado el uso de rankings universitarios internacionales para evaluar el desempeño de las universidades a nivel nacional y mundial; siendo estos rankings clasificaciones académicas que ubican a las instituciones de acuerdo a una metodología científica de tipo bibliométrica que incluye criterios objetivos medibles y reproducibles, tomando en cuenta por ejemplo: la reputación académica, la reputación de empleabilidad para los egresantes, la citas de investigación a sus repositorios y su impacto en la web. Del total de 92 universidades licenciadas en el Perú, la Universidad Nacional del Santa se ha ubicado regularmente dentro del tercio medio a nivel nacional en determinados rankings universitarios internacionales.